# Liste der Naturdenkmale in Niederkirchen (Westpfalz)
Die Liste der Naturdenkmale in Niederkirchen nennt die im Gemeindegebiet von Niederkirchen ausgewiesenen Naturdenkmale (Stand 2. April 2013).

## Naturdenkmale
| Nr.         | Bezeichnung           | Lage                                                            | Beschreibung      | Bild                                    |
| ----------- | --------------------- | --------------------------------------------------------------- | ----------------- | --------------------------------------- |
| ND-7335-233 | Wurzelheckerbrünnchen | Morbach, an der westlichen Gemarkungsgrenze Lage                | ungefasste Quelle | Direkt Bild zu diesem Denkmal hochladen |
| ND-7335-234 | Rossbachgrabenbäume   | Morbach, an der westlichen Gemarkungsgrenze im Rossbachtal Lage | Baumgruppe        | Direkt Bild zu diesem Denkmal hochladen |